# Rhynchosia ledermannii
Rhynchosia ledermannii är en ärtväxtart som beskrevs av Hermann August Theodor Harms. Rhynchosia ledermannii ingår i släktet Rhynchosia och familjen ärtväxter. Inga underarter finns listade i Catalogue of Life.